# Clientis BS Bank Schaffhausen
Die Clientis BS Bank Schaffhausen AG mit Sitz in Neunkirch ist eine im Kanton Schaffhausen verankerte Schweizer Regionalbank. Sie ging 1998 aus dem Zusammenschluss von sechs lokalen Spar- und Leihkassen hervor. Neben ihrem Hauptsitz verfügt die Bank über eine weitere Geschäftsstelle und zwei Beratungszentren (2. Zentrum ab Frühjahr 2025 geöffnet).
Ihr Tätigkeitsgebiet liegt traditionell in den Bereichen Hypothekarfinanzierungen, Zahlen, Anlegen und Vorsorge, Private Banking sowie Bankgeschäfte mit kleinen und mittleren Unternehmen.
Die Clientis BS Bank Schaffhausen ist als selbständige Regionalbank der Entris Holding AG angeschlossen. Innerhalb der Entris Holding AG gehört sie zur Teilgruppierung der Clientis Banken.